# Варак-Бар-е Софла
Варак-Бар-е Софла (перс. وركبارسفلي) — село в Ірані, у дегестані Шагсаван-Канді, у Центральному бахші, шагрестані Саве остану Марказі. За даними перепису 2006 року, його населення становило 8 осіб, що проживали у складі 7 сімей.

## Клімат
Середня річна температура становить 14,59 °C, середня максимальна – 33,62 °C, а середня мінімальна – -7,74 °C. Середня річна кількість опадів – 264 мм.
| Клімат поселення                              | Клімат поселення | Клімат поселення | Клімат поселення | Клімат поселення | Клімат поселення | Клімат поселення | Клімат поселення | Клімат поселення | Клімат поселення | Клімат поселення | Клімат поселення | Клімат поселення | Клімат поселення |
| Показник                                      | Січ.             | Лют.             | Бер.             | Квіт.            | Трав.            | Черв.            | Лип.             | Серп.            | Вер.             | Жовт.            | Лист.            | Груд.            |                  |
| Середній максимум, °C                         | 9,32             | 11,67            | 16,74            | 23,14            | 27,49            | 32,49            | 33,62            | 32,40            | 28,02            | 22,78            | 16,48            | 9,94             |                  |
| Середня температура, °C                       | 0,79             | 3,13             | 8,20             | 14,60            | 18,96            | 23,95            | 27,32            | 26,08            | 21,70            | 16,47            | 10,20            | 3,65             |                  |
| Середній мінімум, °C                          | −7,74            | −5,41            | −0,33            | 6,07             | 10,43            | 15,42            | 21,01            | 19,80            | 15,40            | 10,17            | 3,89             | −2,66            |                  |
| Норма опадів, мм                              | 37               | 36               | 47               | 34               | 26               | 4                | 1                | 1                | 1                | 13               | 25               | 39               |                  |
| Середньомісячна швидкість вітру, м/с          | 1.41             | 2.10             | 3.03             | 3.22             | 2.93             | 2.75             | 2.88             | 2.74             | 2.40             | 2.37             | 1.97             | 1.41             |                  |
| Середньомісячна сонячна радіація, кДж/м²·день | 9005             | 11884            | 14350            | 17987            | 22018            | 26255            | 25780            | 23510            | 20099            | 14689            | 10736            | 8701             |                  |
| --------------------------------------------- | ---------------- | ---------------- | ---------------- | ---------------- | ---------------- | ---------------- | ---------------- | ---------------- | ---------------- | ---------------- | ---------------- | ---------------- | ---------------- |
| Джерело:                                      |                  |                  |                  |                  |                  |                  |                  |                  |                  |                  |                  |                  |                  |